# Petar Pančić
Petar Pančić (Čavolj, Mađarska, 29. lipnja 1853. ‒ 1905.), hrvatski katolički svećenik, isusovac, pedagoški radnik.
Školovao se u Kalači. Godine 1882. pristupio je isusovcima. Od zaređenja je pokazivao vrsne pedagoške sposobnosti. Četiri godine po zaređenju otišao je u Travnik, u kojem je ostao do 1904. godine. Ondje je bio rektor u isusovačkom sjemeništu i ravnatelj u gimnaziji. Predavao je jezike: hrvatski, latinski i grčki. Potom se je vratio u Ugarsku, gdje je umro 1905. u Szatmáru na službi superiora isusovačke rezidencije.
Rodom je bio mađarski Hrvat. Doprinio je jačanju nacionalne svijesti hrvatskog naroda u krajevima gdje je radio. Surađivao je u periodičkim publikacijama Bunjevačke i šokačke novine (Kalača) i Neven (novine, Baja). Posmrtno mu je dodijeljeno priznanje
Životni put i rad Petra Pančića je vrlo malo ispitan u znanstvenim krugovima. Godine 2007. otkrivena je njemu u čast spomen-ploča u rodnom Čavolju. Njime se je bavio Marin Mandić.

## Vanjske poveznice
- Horvát Önkormányzat: Bačko-kiškunska županija  Arhivirana inačica izvorne stranice od 8. studenoga 2007. (Wayback Machine)